# Друмлажно
Друмлажно (словен. Drumlažno) — поселення в общині Словенська Бистриця, Подравський регіон‎, Словенія.